# Tibor Csörgei
| 543198 Rastislavmráz   | 5 settembre 2013  |
| 577754 Janačerbová     | 6 agosto 2013     |
| 577881 Pálinkáslibor   | 27 settembre 2013 |
| 592750 Seiichifujiwara | 7 agosto 2013     |
| 603260 Jónáskároly     | 28 settembre 2013 |

Tibor Csörgei (1972) è un astronomo amatoriale slovacco.
Il Minor Planet Center gli accredita le scoperte di tre asteroidi, effettuate entrambe nel 2013, tutte in collaborazione con Krisztián Sárneczky.
Gli è stato dedicato l'asteroide 270472 Csörgei.